# The Huntresses
The Huntresses (en hangul, 조선미녀 삼총사; romanización revisada, Joseonminyeo Samchongsa) es una película de comedia, acción y aventura dirigida por Park Jae-hyun y protagonizada por Ha Ji Won, Kang Ye-won y Ga-in como las tres legendarias cazarrecompensas de la dinastía Joseon.

## Argumento
Tres mujeres son las mejores cazarrecompensas durante la dinastía Joseon, pues siempre capturan sus objetivos sin importar la pena o el crimen: la inteligente y talentosa artista marcial Jin-ok (Ha Ji Won), la ama de casa y luchadora Hong-dan (Kang Ye Won), y la más joven del trío, Ga-bi (Son Ga-in). Parten en una misión secreta encargada por el rey para buscar un instrumento con el que evitarán que un poderoso grupo obtenga el poder absoluto.

## Elenco
- Ha Ji Won es Jin-ok, la intrépida líder del grupo, carismática e imparable. También es creadora de armas únicas y distintos disfraces.
- Jin Ji-hee como Jin-ok (joven)
- Kang Ye-won es Hong-dan, una mujer casada ("Ajumma") que es mejor lanzando dagas que en la cocina y tareas domésticas. Es rápida con la espada y cree que el dinero es la mejor cosa en el mundo.
- Kang Min-ah como Hong-dan (joven)
- Ga-in es Ga-bi,[9] la más joven del grupo, es la clase de persona que pega primero y pregunta después.
- Joo Sang-wook es Sa-hyeon, un guerrero que amenaza a las tres mujeres.
- Ko Chang-seok como Mu-myeong.